# 海岸通り地区A-1地区
海岸通り地区A-1地区（かいがんどおりちくA-1ちく）は、神奈川県横浜市中区海岸通にある再開発計画街区の名称。旧横濱ビルの跡地に位置し、横浜郵船ビルと隣接する。ディベロッパーは日本郵船株式会社、三菱地所株式会社、鹿島建設株式会社。2024年5月1日に着工し、2027年1月末に竣工予定である。
本項では主に当地区における再開発計画について記す。

## 概要

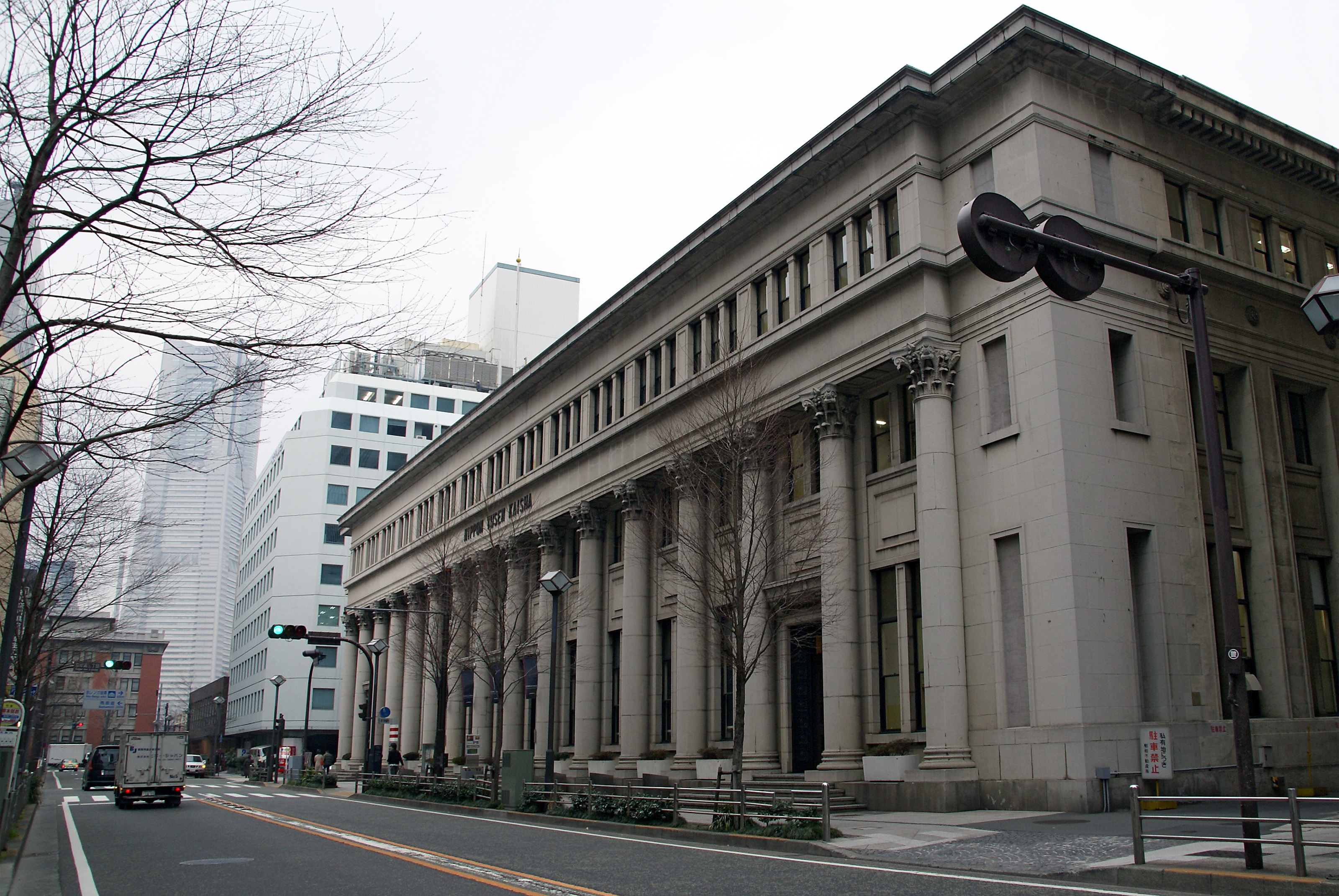
隣接地の横浜郵船ビル（2007年3月）

都市再生特別地区「海岸通り地区」の一部（A-1地区）として再開発が進められている。地上21階、地下1階、高さ約100mの超高層ビル（タワー棟）を建設し、低層部に飲食店やインキュベーション施設、展示スペース（後述の博物館が移転予定）、4階から20階までの部分にオフィスが入居する予定で、このオフィスフロアには東京都千代田区丸の内の郵船ビルディングの建て替え期間中（2030年代前半頃竣工目標）、日本郵船の本社機能を一時移転する計画となっている。低層部のデザインは隣接の横浜郵船ビルの歴史的意匠に呼応し、高層部の細かな窓割も同ビルの意匠を尊重したデザインとなっている。

再開発の一環で隣接地（A-2地区）の横浜郵船ビルも当初は解体（外観など大部分は保全活用）し、最高高さ約112メートル・22階建てのオフィスビルを一体的に建設する計画であったが、その後に全館保存する現在の計画に変更され、内部はPlan・Do・Seeが運営するホテルとして保全活用（コンバージョン）されることとなった。そのため、同ビルに入っていた日本郵船歴史博物館（当再開発計画に伴い2023年4月より休館中）も当開発で建設される前述のビル内低層部に移転し、2027年春頃を目途に再開館する予定である。
なお、A地区全体の開発（隣接地の横浜郵船ビルなども含む）は「(仮称) 横浜市中区海岸通計画（A地区）」として、着工直後の2024年5月24日に国土交通大臣の民間都市再生事業計画に認定されている。